# مانوز
مانوز (به انگلیسی: mannose) یکی از قندهای شش کربنی است که جزو آلدوهگزوز‌ها به‌شمار می‌رود. مانوز یک اپیمر C-۲ گلوکز نیز هست. این قند شش کربنی، از اهمیت زیادی در متابولیسم بدن انسان به خصوص گلیکوزیلاسیون پروتئین‌ها بر خوردار است. برخی از بیماری‌ها و ناهنجاری‌های مربوط به گلیکوزیلاسیون پروتئین‌ها با ناتوانی در آنزیم‌های مربوط به متابولیسم مانوز همراه هستند.

## ساختار مانوز
مانوز نیز مثل گالاکتوز و بسیاری از مونوساکارید‌های دیگر دارای چهار ایزومر حلقوی است. دو ایزومر به فرم شش ضلعی پیرانوز و دو ایزومر از آن به شکل پنج ضلعی فورانوز. 

## متابولیسم مانوز
با وجود اینکه باور بر این است بیشتر مانوز مورد نیاز برای گلیکوزیلاسیون از گلوکز به وجود می‌آید، در کشت‌های سلولی مشتق شده از سلول‌های کبدی دیده شده‌است که سلول‌ها بیشتر مانوز موردنیاز خود را از مایع خارج سلولی می‌گیرند. با توجه به این که بیشتر گلیکو پروتئین‌های ساخته شده در کبد در کل بدن پخش می‌شوند پس می‌توان گفت مانوزی که از غذا جذب می‌شود نیز در کل بدن پخش می‌گردد.
مانوز در بسیاری از گلیکو پروتئین‌ها یافت می‌شود. با وجود اینکه بیشتر مانوزها از سمت آمین به پروتئین متصل می‌شوند در پروتئین‌های کلاژن مانند، مانوزهای متصل به انتهای کربوکسیل آمینواسیدها نیز دیده می‌شود.
تجزیهٔ بیشتر گلیکوپروتئین‌ها منجر به آزاد شدن مانوز نیز می‌شود که مانوز آزاد شده توسط آنزیم هگزوکیناز فسفریله شده و به مانوز ۶- فسفات تبدیل می‌شود. این مولکول توسط آنزیم مانوز فسفات ایزومراز به فروکتوز ۶ فسفات تبدیل می‌گردد. فروکتوز ۶ فسفات یا وارد مسیر کاتابولیکی شده و اکسید می‌شود یا وارد مسیر گلوکونئوژنیک شده و نهایتاً تبدیل به گلوکز می‌گردد.

## مانوز و بیوتکنولوژی
پروتئین‌های نوترکیب ساخته شده توسط بیوتکنولوژی در مخمرها، می‌توانند از نظر گلیکوزیلاسیون مانوز با پروتئین‌های پستانداران تفاوت داشته باشند. این تفاوت می‌تواند منجر به تغییر در پروتئین شده و باعث شود پروتئین ساخته شده توسط روش‌های بیوتکنولوژی، کارایی مناسبی نداشته باشد.

## تشکیل مانوز
مانوز می‌تواند با اکسیداسیون مانیتول به وجود بیاید.
همچنین می‌توان آن را طی ترانسفورماسیون Lobry-de Bruyn-van Eknestein از گلوکز به دست آورد.

## کاربردهای درمانی مانوز
D-مانوز به عنوان دارویی برای کمک به درمان عفونت‌های دستگاه ادراری مورد استفاده قرار می‌گیرد.

## واژه‌شناسی مانوز
واژه ی مانوز از ریشه لغوی Manna می‌آید که واژه‌ای است که در انجیل به آن اشاره شده‌است. مانا نام ماده ی غذایی است که بنی اسرائیل در سفر خود از آن بهره می برده است. این ماده غذایی همان شیره مترشحه از درخت‌ها و بوته‌هایی مثل Fraxinus ornus است.

## کونفیگوراسیون مانوز
تنها تفاوت مانوز با گلوکز، چرخش در کربن کایرال شماره 2 است پس مانوز و گلوکز به عنوان اپی مر هم شناخته می‌شوند.